# Billy Pollard
Pour les articles homonymes, voir Pollard.
Pas d'image ? Cliquez ici

a Compétitions nationales et continentales officielles uniquement.

b Matchs officiels uniquement.
Dernière mise à jour le 19 août 2024.
Billy Pollard, né le 9 décembre 2001 à Sydney (Australie), est un joueur international australien de rugby à XV qui joue au poste de talonneur avec la franchise des Brumbies depuis 2021.

## Biographie

### Jeunesse et formation
Billy Pollard naît et grandit à Sydney,. Alors qu'il est encore étudiant, Pollard est un joueur talentueux de rugby à XV et à XIII. Il est notamment suivi par de nombreux entraîneur de National Rugby League, la ligue professionnelle locale de rugby à XIII. Il choisit finalement le rugby à XV en s'engage avec les Brumbies en fin d'année 2019,.
Billy Pollard a joué avec l'équipe d'Australie des moins de 18 ans.

### Débuts avec les Brumbies et l'Australie (2021-2023)
Billy Pollard est retenu dans l'effectif des Brumbies pour la saison 2021 de Super Rugby. Pour sa première saison, il ne participe qu'à une seule rencontre, lors de la cinquième journée contre les Highlanders. Il remplace Lachlan Lonergan à la 59e minute de jeu et son équipe est battue 12-33,.
En début de saison 2022, il espère être le troisième choix au poste de talonneur de son équipe. Finalement, après plusieurs bonnes entrées en jeu, il gagne ensuite du temps de jeu au cours de la saison et se révèle,. À la suite de cette bonne saison, il est sélectionné en équipe d'Australie A (en) pour la Coupe des Nations du Pacifique. Il est titularisé lors de deux matchs, contre les Samoa puis les Tonga. Un mois plus tard, il est appelé pour la première fois de sa carrière avec l'équipe d'Australie pour le Rugby Championship. En effet, il est convoqué pour remplacé Dave Porecki, après un choc à la tête durant un entraînement. Il est alors préféré à Jordan Uelese, Alex Mafi (en) ou encore Tolu Latu. Il obtient sa première cape avec les Wallabies le 13 août 2022, contre l'Argentine, entrant en jeu à la place de Lachlan Lonergan,.
Avant le début de la saison 2023 de Super Rugby, Pollard prolonge son contrat avec les Brumbies jusqu'en 2025,. Malgré la concurrence de Lachlan Lonergan et Connal McInerney (en), il dispute six rencontres avec son équipe, pour deux titularisations et cinq victoires.

### Passage au Stade rochelais puis retour en Australie et en sélection (depuis 2023)
Au mois de juillet 2023, le Stade rochelais recrute Billy Pollard en tant que joker Coupe du monde pour remplacer Pierre Bourgarit, en début de saison 2023-2024,. Il dispute son premier match en France dès la deuxième journée de Top 14, lorsqu'il est titularisé contre le Lyon OU. Il inscrit par la même occasion son premier essai avec les Maritimes. Malgré un court passage dans un club où il ne joue que deux matchs, il apporte satisfaction dans son rôle de joker.
Billy Pollard retourne ensuite chez les Brumbies, avec qui il joue la saison 2024 de Super Rugby. À la fin de cette saison, il profite de l'absence de Lonergan pour faire son retour en sélection nationale, deux ans après sa dernière cape, pour deux matchs amicaux d'été contre le pays de Galles et la Géorgie. Pollard joue ces deux rencontres,, puis est conservé dans le groupe australien pour le Rugby Championship qui suit.

## Statistiques en équipe nationale
Au 19 août 2024, Billy Pollard compte 4 sélections en équipe d'Australie. Il a pris part à deux éditions du Rugby Championship en 2022 et 2024.
| Année | Compétition        | Matchs | Points | Essais |
| ----- | ------------------ | ------ | ------ | ------ |
| 2022  | Rugby Championship | 1      | -      | -      |
| 2024  | Test matchs        | 2      | -      | -      |
| 2024  | Rugby Championship | 1      | -      | -      |
| Total | Total              | 4      | 0      | 0      |

## Palmarès
Néant.